# Ithica 27 ϕ 9
Ithica 27 ϕ 9 – utwór zespołu Mogwai, wydany wspólnie z „Summer” jako singiel 4 listopada 1996 roku.

## Utwór

### Historia
„Ithica 27 ϕ 9” został zarejestrowany (razem z „Summer”) w sierpniu 1996 roku przez Paula Savage’a w MCM Studios w Hamilton.

### Wydania
Utwór „Ithica 27 ϕ 9” został wydany (razem z „Summer” na stronie A) 4 listopada 1996 roku w Wielkiej Brytanii przez wytwórnię Love Train jako winyl 7” w limitowanym nakładzie 1000 kopii. Oba nagrania znalazły się na wydanej w 1997 roku składance Ten Rapid (Collected Recordings) 1996–1997.

### Lista utworów
Lista według Discogs:
| A. | Summer        | 4:26  |
|    |               |       |
| B. | Ithica 27 ϕ 9 | 2:58  |
|    |               |       |
|    |               | 07:24 |
|    |               |       |
Personel:
- Mogwai:
Dominic Aitchison
Stuart Braithwaite
John Cummings
Martin Bulloch
- zdjęcie na okładce: Neale Smith
- layout: Victoria Braithwaite
- produkcja: Paul Savage

## Opinie
Stuart Braithwaite powiedział o utworze w lipcu 2008 roku: „Chyba wbiliśmy szpilkę w encyklopedię. Dwa razy”.
„'Tuner' i 'Ithica 27 ϕ 9' to bezlitosne ćwiczenia z dynamiki, wykorzystujące te szanse, którymi, jak sądziłeś, zespoły już się nie przejmują” – ocenił Neil Kulkarni z Melody Maker.